# NE Brasil (U-27)
Le NE Brasil (U-27)  est un navire-école de la Marine brésilienne. C'est une frégate modifiée de la Niterói-class frigate (en), mise en service en 1986. C'est le troisième navire de la Marine brésilienne à porter ce nom.

## Histoire
Il a été construit à partir de la classe Niterói (pt). Toutes ses installations ont été repensées pour fournir le plus large soutien à l'instruction militaire. Il dispose ainsi de salles de classe, d’une salle d’instruction de navigation, de stations de répétition radar et de matériel de simulation tactique.
Sa construction a débuté en 1981 le 18 septembre 1981 à l'Arsenal de la marine de Rio de Janeiro. Lancé le 23 septembre 1983, il a été incorporé à la Marine brésilienne le 21 août 1986. Sous le commandement du capitaine de vaisseau Alberto Annaruma Júnior, il a effectué son premier voyage d'instruction des cadets de la marine en 1987 , une mission qui marque chaque année l'entrée de jeunes officiers dans la marine brésilienne.
Au cours des années, le navire a bénéficié de plusieurs améliorations technologiques pour les futurs officiers de la marine. 
|                  |
| à Londres (2010) |

|                    |
| à Stockholm (2016) |

### Note et référence
- (pt) Cet article est partiellement ou en totalité issu de l’article de Wikipédia en portugais intitulé « NE Brasil (U-27) » (voir la liste des auteurs).